# François Mathet
François Mathet, né le 21 mai 1908 à Vesoul et mort le 11 janvier 1983 à Neuvy-le-Barrois, est un entraîneur français de chevaux de courses, spécialisé dans les courses de plat. Il fut l'un des meilleurs entraîneurs de l'histoire des courses hippiques en France.

## Carrière
Né au 5 rue des Ilottes à Vesoul, fils de militaire, passé lui-même par Saint-Cyr et lieutenant, François Mathet monte en amateur à partir de 1928, remportant quatre titre de meilleur gentleman rider de France. Appelé sur le front durant la guerre, il quitte l'armée en 1942 et devient assistant de l'entraîneur d'obstacles Maurice d’Okhuysen, à Maisons-Laffitte, tout en continuant à monter en amateur. Mais en 1944, après une chute, il cesse de monter et se consacre au métier d'entraîneur, d'abord entraîneur public, puis, à partir de 1947, au service du grand propriétaire-éleveur François Dupré.
Sa carrière décolle, il remporte sa première grande course en 1948 avec Bel Amour dans le Prix d'Ispahan, puis atteint les sommets avec les cracks Tantième et Relko, qui lui offrent, le premier un doublé dans le Prix de l'Arc de Triomphe en 1950 et 1951, le second un Derby d'Epsom en 1963.
En 1964, il prend la suite d'Alec Head pour entraîner les chevaux de l'écurie Aga Khan, avec lesquels il remporte de nombreux succès, grâce à Blushing Groom, Top Ville, Kalamoun ou Akiyda. Surnommé "le sphinx de Gouvieux", François Mathet forma plusieurs entraîneurs (tel Alain de Royer-Dupré, qui lui succèdera à la tête de l'écurie Aga Khan) et jockeys, dont le plus célèbre jockey français, Yves Saint-Martin. Il fut sacré numéro 1 des entraîneurs français au nombre de victoires durant vingt-sept années consécutives, et quatorze fois numéro 1 aux gains entre 1961 et 1982. Il fut également un éleveur à succès.
Une listed-race, le Prix François Mathet, lui rend hommage chaque année.

## Palmarès sélectif (courses degroupe 1uniquement)
France
- Prix de l'Arc de Triomphe – 4 – Tantième (1950, 1951), Sassafrás (1970), Akiyda (1982)
- Prix du Jockey Club – 6 – Reliance (1965), Tapalque (1968), Sassafrás (1970), Rheffic (1971), Crystal Palace (1977), Top Ville (1979)
- Prix de Diane – 2 – Dushka (1958), La Sega (1962)
- Poule d'Essai des Poulains – 7 – Tantième (1950), Relko (1963), Zeddaan (1968), Kalamoun (1973), Blushing Groom (1977), Nishapour (1978), Melyno (1982)
- Poule d'Essai des Pouliches – 5 – Virgule (1954), Solitude (1961), La Sega (1962), Pola Bella (1968), Koblenza (1969)
- Grand Prix de Paris – 9 – Northern Light (1953), Phil Drake (1955), Vattel (1956), Reliance (1965), Danseur (1966), Rheffic (1971), Exceller (1976), Soleil Noir (1979), Le Nain Jaune (1982)
- Criterium de Saint-Cloud – 8 – Telegram (1949), Bingo (1952), Pas de Deux (1955), Upstart (1957), Le Français (1960), Saraca (1968), Rheffic (1970), Simbir (1972)
- Prix de l'Abbaye de Longchamp – 8 – Texana (1957), Edellic (1958), Fortino (1962), Texanita (1963, 1964), Silver Shark (1965), Farhana (1966), Moubariz (1974)
- Prix d'Ispahan – 7 – Bel Amour (1948), Ménétrier (1949), La Sega (1962), Jour et Nuit III (1964), Silver Shark (1966), Zeddaan (1968), Lightning (1977)
- Prix Royal Oak – 7 – Vamour (1959), Match II (1961), Relko (1963), Reliance (1965), Sassafras (1970), Henri le Balafré (1975), Exceller (1976)
- Grand Prix de Saint-Cloud – 5 – Tanerko (1957, 1958), Match II (1962), Relko (1964), Exceller (1977), Shakapour (1980), Akarad (1981)
- Prix du Moulin de Longchamp – 4 – Lilya (1958), Mirna (1964), Silver Shark (1966), Pola Bella (1968)
- Prix Lupin – 5 – Tantième (1950), Tanerko (1956), Midnight Sun (1959), Kalamoun (1973), Top Ville (1979)
- Prix Jean Prat – 5 – Jour et Nuit III (1964), Silver Shark (1966), Maroun (1971), Lightning (1977), Melyno (1982)
- Prix Ganay – 4 – Tantième (1951), Tanerko (1957, 1958), Relko (1964)
- Prix Vermeille – 4 – Bella Paola (1958), Golden Girl (1963), Casaque Grise (1967), Saraca (1969)
- Prix Saint-Alary – 4 – Solitude (1961), La Sega (1962), Tonnera (1966), Saraca (1969)
- Prix Morny – 3 – Solitude (1960), Amber Rama (1969), Blushing Groom (1976)
- Prix de la Forêt – 3 – Ménétrier (1947), Tantième (1949), Mirna (1963)
- Prix du Cadran – 3 – Tello (1959), Waldmeister (1965), Danseur (1967)
- Grand Critérium – 3 – Tantième (1949), Bella Paola (1957), Blushing Groom (1976)
- Prix Robert Papin (groupe 1 jusqu'en 1987) – 3 – Zeddaan (1967), Amber Rama (1969), Blushing Groom (1976)
- Prix Jacques Le Marois – 2 – Kalamoun (1973), Kenmare (1978)
- Prix de la Salamandre – 1 – Blushing Groom (1976)

 Royaume-Uni
- Derby d'Epsom – 2 – Phil Drake (1955), Relko (1963)
- Oaks – 2 – Sicarelle (1956), Bella Paola (1958)
- 1000 Guinées – 1 – Bella Paola (1958)
- Coronation Cup – 4 – Tantième (1950), Dicta Drake (1962), Relko (1964), Exceller (1977)
- Champion Stakes – 2 – Bella Paola (1958), Vayrann (1980)
- King George VI and Queen Elizabeth Stakes – 1 – Match II (1962)

 États-Unis
- Washington, D.C. International – 1 – Match II (1962)